# 竹内精一
竹内精一（たけうち せいいち、1928年〈昭和3年〉 - ）は、日本の政治家。
山梨県上九一色村議会議員（2期）を務めた。

## 人物
小学校を卒業後、14歳で満蒙開拓青少年義勇軍に入隊、旧満州国の北安省に渡り現地招集したが、終戦後4年間のシベリア抑留生活を経て、1949年に帰国。故郷の山梨に戻り富士豊茂開拓地に入植、電灯導入・学校建設を携わり、多くの農業協同組合関連の役員を務めていた。
1989年にオウム真理教が同地区に進出が問題となり、「富士ヶ嶺地区オウム真理教対策委員会」の副委員長として務め、反対運動・騒音対策など指揮を執った。
統一地方選では1983年の山梨県議会議員選挙の西八代郡選挙区に出馬したが落選。1999年の日本共産党公認として上九一色村の村議会議員に立候補し当選、2期務めた。同村消滅後の2006年4月に富士河口湖町の町議会議員の増員選挙に立候補したが、落選し引退。
引退後は酪農経営や日中友好協会山梨支部長代行を務める。

## 著書
- 『上九一色村発オウム2000日戦争 富士山麓の戦い』 KKベストセラーズ 1995年8月 ISBN 9784584182239